# 環5モノレール
環5モノレール（かん5モノレール）は、1966年頃から1972年にかけて、東京都区部に建設が検討されたモノレール路線。
おおむね環状5号線沿いの一周約35キロメートルのルートを環状運転する構想だった。

## 概要
1966年頃から主に社団法人日本モノレール協会が「東京環状モノレール」として提案し、1969年からは東京都首都整備局の「モノレールに関する調査研究会」が「環5モノレール」として検討した。この路線構想は、おおむね次の3路線をモノレールで代替するものであった。
1. 都市交通審議会答申第10号の地下鉄12号線（都営地下鉄大江戸線）建設計画[1]
2. 都営トロリーバスの池袋 - 新宿 - 渋谷間[2][3]
3. 都電の三ノ輪 - 王子 - 早稲田間（27・32系統、現在の都電荒川線）

しかし、1972年に都市交通審議会答申第15号で、第1項目は地下鉄12号線、第2項目は地下鉄13号線（東京メトロ副都心線）が担うこととされた。このため環5モノレールは、第3項目のみを対象とした約半分の路線長の「環5北モノレール」に縮小された。しかし、廃止予定だった都電の三ノ輪 - 王子 - 早稲田間が1974年に存続することが決まり、環5北モノレールも事実上廃案となった。

## 路線データ
- 路線距離：35.8 km[5]
- 方式：日本モノレール協会は跨座式（日本跨座式）と懸垂式（サフェージュ式）の両方で提案。明治通りの上を走る跨座式と懸垂式モノレールのモンタージュ写真も作られた[6]。「モノレールに関する調査研究会」は跨座式を選択[5]。
- 複線区間：全線[5]
- 車庫：2か所。日本モノレール協会は都電荒川車庫と大久保車庫の用地利用を提案。「モノレールに関する調査研究会」は荒川車庫については追認したが、大久保車庫は売却済のため、もう1か所の用地は運河の上空に22万6千平方メートルの人工地盤を建設するとした[7]。
- 駅数：37[5]

## 年表
- 1965年9月、日本モノレール協会が都電の三ノ輪 - 王子 - 早稲田間（現在の都電荒川線）のモノレール化を提案[8]。
- 1966年5月、日本モノレール協会事務局長、熊谷次郎が路線延長37.0 kmのモノレール「環状線」を提案[9]。
- 1966年12月、東京都交通局が財政再建のための基本方針15項目で、都電・都営トロリーバス全廃に言及。
- 1967年2月、「三副都心連絡協議会」が、池袋 - 新宿 - 渋谷間にトロリーバス代替のモノレール建設を提案し、東龍太郎東京都知事に対して要望書を提出[2]。
- 1967年4月、日本モノレール協会が池袋 - 新宿 - 渋谷間のモノレール計画を発表[3]。
- 1967年7月、日本モノレール協会が、池袋 - 新宿 - 渋谷間モノレール案を組み込んだ形で、都電・都営トロリーバスを代替するモノレール3路線を提案し、美濃部亮吉東京都知事に対して要望書を提出。路線延長約40 kmの「外環状線」と約28 kmの「内環状線」、約14 kmの「東西線」[10]。
- 1967年7月20日、東京都交通局事業財政再建計画が都議会で承認される。都電・都営トロリーバスの全廃決定。代替交通機関として、地下鉄・バスのほかにモノレールも検討するとした[11]。
- 1968年4月、都市交通審議会答申第10号で地下鉄12号線が位置づけられる。運輸省はこの12号線にモノレールを適用することを検討するとした[1]。
- 1968年6月、日本モノレール協会が路線延長35.0 km、駅数36の「東京環状モノレール計画案」を作成[7]。依頼元の運輸省に報告[12]。美濃部都知事と都議会各会派に都での検討を提案[7]。
- 1969年9月、東京都が首都整備局に「モノレールに関する調査研究会」を設置[13]。
- 1970年12月21日、「モノレールに関する調査研究会」が路線延長35.8 km、駅数37の路線計画がまとめられた中間報告書を美濃部知事に提出[5]。
- 1972年3月1日、都市交通審議会答申第15号で地下鉄12号線、地下鉄13号線が位置づけられる。
- 1972年3月2日、美濃部知事が地下鉄12号線の免許を申請する意向を示す[14]。
- 1972年度、「モノレールに関する調査研究会」が「環5モノレール」から地下鉄12号線、地下鉄13号線と重複する区間を削除し、都電の三ノ輪 - 王子 - 早稲田間（現在の都電荒川線）の代替路線の性格が強い「環5北モノレール」を検討[15][4]。
- 1974年3月、美濃部知事が都電の三ノ輪 - 王子 - 早稲田間を存続する意向を示す[16]。
- 1974年4月、「モノレールに関する調査研究会」が美濃部知事に最終報告を行う[17]。「モノレール開発計画報告書」及び「モノレール調査報告書」を提出。
- 1974年9月、都議会で都電の三ノ輪 - 王子 - 早稲田間存続が決定される。「環5北モノレール」は事実上廃案。

## 駅一覧
駅名はすべて仮称。全駅東京都区部に所在。日本モノレール協会では便宜上、東京駅の東に位置する深川森下町駅を始点としていた。
| 駅名           | 駅間キロ | 累計キロ | 相当する都電・都営トロリーバス                  | 相当する都電・都営トロリーバス | 備考                           | 所在地 |
| 駅名           | 駅間キロ | 累計キロ | 路線系統                                        | 停留場名                       | 備考                           | 所在地 |
| -------------- | -------- | -------- | ----------------------------------------------- | ------------------------------ | ------------------------------ | ------ |
| 深川森下町駅   | -        | 0.0      | 都電23系統 （1972年11月廃止）                   | 森下町                         |                                | 江東区 |
| 清澄公園駅     | 1.0      | 1.0      | 都電23系統 （1972年11月廃止）                   | 江東区役所前                   | 清澄庭園バス停付近             | 江東区 |
| 深川駅         | 0.6      | 1.6      | 都電23系統 （1972年11月廃止）                   | 深川一丁目                     | 深川一丁目バス停付近           | 江東区 |
| 越中島駅       | 0.8      | 2.4      | 都電23系統 （1972年11月廃止）                   | 越中島                         |                                | 江東区 |
| 月島駅         | 1.1      | 3.5      | 都電23系統 （1972年11月廃止）                   | 月島通三丁目                   | 月島三丁目バス停付近           | 中央区 |
| 勝どき駅       | 1.1      | 4.6      |                                                 |                                | 新島橋バス停付近               | 中央区 |
| 浜松町駅       | 1.7      | 6.3      | 都電1・4系統 （1967年12月廃止）                 | 大門                           |                                | 港区   |
| 東京タワー前駅 | 1.2      | 7.5      |                                                 |                                | 東京タワー（公園下）バス停付近 | 港区   |
| 二ノ橋駅       | 1.2      | 8.7      | 都電34系統 （1969年10月廃止）                   | 二ノ橋                         | 二ノ橋バス停付近               | 港区   |
| 古川橋駅       | 1.0      | 9.7      | 都電34系統 （1969年10月廃止）                   | 古川橋                         | 古川橋バス停付近               | 港区   |
| 天現寺駅       | 1.1      | 10.8     | 都電34系統 （1969年10月廃止）                   | 天現寺橋                       | 天現寺橋バス停付近             | 渋谷区 |
| 恵比寿駅       | 1.0      | 11.8     | 都電34系統 （1969年10月廃止）                   | 渋谷橋                         | 渋谷橋バス停付近               | 渋谷区 |
| 並木橋駅       | 0.8      | 12.6     | 都電34系統 （1969年10月廃止）                   | 並木橋                         | 並木橋バス停付近               | 渋谷区 |
| 渋谷駅         | 0.4      | 13.0     | 都電34系統 （1969年10月廃止）                   | 渋谷駅前                       |                                | 渋谷区 |
| 神宮前駅       | 1.0      | 14.0     | 都営トロリーバス 102系統 （1968年3月廃止）      |                                | 神宮前六丁目バス停付近         | 渋谷区 |
| 千駄ヶ谷駅     | 0.9      | 14.9     | 都営トロリーバス 102系統 （1968年3月廃止）      | 原宿三丁目                     |                                | 渋谷区 |
| 代々木駅       | 1.1      | 16.0     | 都営トロリーバス 102系統 （1968年3月廃止）      | 千駄ヶ谷四丁目                 |                                | 渋谷区 |
| 新宿駅         | 0.6      | 16.6     | 都営トロリーバス 102系統 （1968年3月廃止）      | 新宿四丁目                     |                                | 新宿区 |
| 西大久保駅     | 1.5      | 18.1     | 都営トロリーバス 102系統 （1968年3月廃止）      | 西大久保二丁目                 | 大久保通バス停付近             | 新宿区 |
| 早稲田駅       | 0.8      | 18.9     | 都営トロリーバス 102系統 （1968年3月廃止）      | 戸山車庫前                     | 副都心線西早稲田駅付近         | 新宿区 |
| 目白駅         | 0.9      | 19.8     | 都営トロリーバス 102系統 （1968年3月廃止）      | 学習院下                       |                                | 豊島区 |
| 雑司ヶ谷駅     | 0.7      | 20.5     | 都営トロリーバス 102系統 （1968年3月廃止）      | 千登世橋                       | 千登世橋バス停付近             | 豊島区 |
| 池袋駅         | 0.8      | 21.3     | 都営トロリーバス 102系統 （1968年3月廃止）      | 池袋駅南口                     |                                | 豊島区 |
| 巣鴨学園前駅   | 1.2      | 22.5     | 都営トロリーバス 103・104系統 （1968年3月廃止） | 堀之内町                       | 上池袋三丁目バス停付近         | 豊島区 |
| 西巣鴨駅       | 1.2      | 23.7     | 都営トロリーバス 103・104系統 （1968年3月廃止） | 西巣鴨                         |                                | 豊島区 |
| 王子駅         | 1.1      | 24.8     | 都営トロリーバス 103・104系統 （1968年3月廃止） | 王寺駅前                       |                                | 北区   |
| 荒川車庫前駅   | 1.3      | 26.1     | 都電27系統 （現在の荒川線の一部）               | 荒川車庫前                     | 車庫併設                       | 荒川区 |
| 尾久駅         | 0.6      | 26.7     | 都電27系統 （現在の荒川線の一部）               |                                |                                | 荒川区 |
| 熊野前駅       | 1.0      | 27.7     | 都電27系統 （現在の荒川線の一部）               | 熊野前                         |                                | 荒川区 |
| 東尾久駅       | 0.5      | 28.2     | 都電27系統 （現在の荒川線の一部）               | 東尾久三丁目                   |                                | 荒川区 |
| 町屋駅         | 0.8      | 29.0     | 都電27系統 （現在の荒川線の一部）               | 町屋駅前                       |                                | 荒川区 |
| 荒川区役所前駅 | 1.0      | 30.0     | 都電27系統 （現在の荒川線の一部）               | 荒川区役所前                   |                                | 荒川区 |
| 三ノ輪駅       | 1.1      | 31.1     | 都電31系統 （1969年12月廃止）                   | 三ノ輪橋                       |                                | 台東区 |
| 竜泉寺駅       | 0.6      | 31.7     | 都電31系統 （1969年12月廃止）                   | 竜泉寺町                       |                                | 台東区 |
| 浅草駅         | 0.9      | 32.6     |                                                 |                                | つくばエクスプレス浅草駅付近   | 台東区 |
| 厩橋駅         | 0.9      | 33.5     | 都電23系統 （1972年11月廃止）                   | 厩橋                           |                                | 台東区 |
| 両国駅         | 1.4      | 34.9     | 都電23系統 （1972年11月廃止）                   | 墨田区役所前                   |                                | 墨田区 |
| 深川森下町駅   | 0.9      | 35.8     | 都電23系統 （1972年11月廃止）                   | （本表の最上欄を参照）         | （本表の最上欄を参照）         | 江東区 |

## 並行して検討された路線
- 中央線：新宿 - 飯田橋 - 横川橋、11.8 km[9]。日本モノレール協会が提案。都市交通審議会答申第6号の「9号線」の一部（都営地下鉄新宿線の原型）をモノレールに置き換えたもの。
- 東西線：中村橋 - 目白 - 飯田橋 - 神田 - 錦糸町、18.3 km[9]。日本モノレール協会が提案。都市交通審議会答申第6号の「10号線」（東京メトロ有楽町線の原型）をモノレールに置き換えたもの。
- 南北線：赤羽 - 王子 - 六本木 - 目黒、23.3 km[9]。日本モノレール協会が提案。都市交通審議会答申第6号の「7号線」（東京メトロ南北線の原型）をモノレールに置き換えたもの。
- 江東モノレール：「モノレールに関する調査研究会」が1970年度に調査[18][19]。
- 環8モノレール：葛西 - （環状7号線） - 小岩 - 青戸 - 亀有 - 赤羽 - （環状8号線） - 蒲田 - （東京湾岸道路）（ - 葛西）[7]。日本モノレール協会では「外環状モノレール」と呼んでいた。「モノレールに関する調査研究会」が1971年度に「環6,7,8モノレール」として調査[20]、1972年度に「環8モノレール」として調査[15]。後のメトロセブン、エイトライナーと似た構想であるが、東京湾岸道路を通して環状運転するものだった。